# Fatih Dayik
Fatih „gob b“ Dayik (* 10. Juli 1987 in Frankfurt am Main) ist ein ehemaliger deutsch-türkischer E-Sportler und heutige Trainer, der durch seine Erfolge in der Disziplin Counter-Strike 1.6 bekannt geworden ist. Mit der Veröffentlichung von Counter-Strike: Global Offensive im Jahr 2012 wechselte er zu dem neusten Teil der Reihe. Er ist der erste deutsche CS:GO-Spieler, der einen Vollzeit-Profivertrag unterzeichnete. Trotz seiner Erfolge konnte er in CS:GO nie einen Majortitel gewinnen. Von 2022 bis Mai 2024 war er Headcoach bei der Organisation Berlin International Gaming.

## Karriere
Nachdem Fatih „gob b“ Dayik bereits seit 2003 in der Electronic Sports League für mehrere kleinere Clans in Counter-Strike 1.6 aktiv war, gab mousesports in Folge ansprechender Leistungen beim Electronic Sports World Cup 2007 mit ID Gaming im Juli 2007 erstmals die Verpflichtung des Deutschtürken bekannt. Nach einigen wenigen Erfolgen, wie dem zweiten Platz auf der elften Season der ESL Pro Series, folgte 2008 das erfolgreichste Jahr von gob b. Dazu beigetragen haben zwei Turniere der Intel Extreme Masters aus welchen er zusammen 15.000 US-Dollar mit nach Hause nahm. Bei den Intel Extreme Masters II im März 2008 schlug Fatih „gob b“ Dayik zusammen mit seinem Team im Finale das südkoreanische Team eSTRO. Ein gutes halbes Jahr später konnte er bei den Extreme Masters Season III in Dubai mit mousesports gewinnen, nachdem man das polnische Lineup MeetYourMakers um Filip „Neo“ Kubski schlug. Auf den deutschen Meisterschaften trug gob b von 2008 bis 2010 zu sechs Titeln in Folge von mousesports bei. Im Januar 2010 gelang ihm auf den Intel Extreme Masters IV – European Championship Finals ein weiterer Sieg auf einem größeren Turnier. Sein Team konnte ein 25.000 $-Siegprämie mitnehmen. Ende November 2010 kündigte Fatih Dayik erstmals seinen Rückzug vom mousesports-Lineup an, um sich mehr auf sein Studium zu konzentrieren. Dennoch tat er sich bereits im Dezember 2010 wieder mit den Spielern seines ehemaligen Clans GEELIFE zusammen, welche über die Weihnachtsfeiertage des Jahres der Organisation ESC Gaming anschloss, mit welcher er beim EPS Summer 11 hinter mousesports Zweiter wurde. Im Juni 2011 wurde der Deutschtürke erneut bei mousesports eingegliedert. In seiner zweiten Zeit bei mouz holte er sich mit dem Team bei der EPS Winter 11 und bei der EPS Spring 2012 zwei weitere Meistertitel. Auf internationaler Ebene wurde er mit seinem Team dritter beim Electronic Sports World Cup 2011. Nach dem Aus des CS:1.6-Teams von mousesports im Frühjahr 2012, zog Fatih Dayik sich zunächst aus dem E-Sport zurück.
Nach der Umstellung auf Counter-Strike: Global Offensive nahm gob b mit dem Team zuom erfolglos am Qualifier für den Electronic Sports World Cup 2012 teil. Nachdem er ein knappes halbes Jahr an keinem nennenswerten Turnier teilnahm, vermeldete mousesports im April 2013 den Einsatz des Deutschtürken auf der EPS Spring 13 als Stand-in. Nach dem dortigen bescheidenen dritten Platz wurde gob b wieder fallen gelassen. Er spielte in der Folgezeit für das myKPV-Team beim EPS Summer. Im Dezember 2013 wurde Fatih Dayik ein weiters Mal bei mousesports aufgenommen. Er gewann mit mousesports die 25. Deutsche Meisterschaft. Im Zuge dieses Erfolges hielt die Zusammenarbeit mit mouz dieses Mal bis zur EPS Spring 14, wo das Roster sich Team WildFire im Finale geschlagen geben musste. Nach einer weiteren viermonatigen Ruhezeit des Deutschtürken, trat gob b im September 2014 dem Roster von Team Alternate bei. Das erfolgversprechende Team, welches unter anderem am DreamHack Stockholm 2014 teilnahm, wurde am 17. November 2014 vom ESEA-Ban ihres Spielers Simon „smn“ Beck überschattet. Team Alternate wurde vom EPS Winter 14 disqualifiziert und gob b fiel mousesports wieder ins Auge. Nach ersten kleinen Erfolgen zum Beispiel bei der 99damage Arena unterschrieb Fatih „gob b“ Dayik zu Jahresbeginn 2015 einen Vollzeit-Profivertrag bei mousesports. Er ist damit der erste deutsche Vollzeit-Spieler in der Disziplin Counter-Strike: Global Offensive. Mousesports erreichte unter ihrem Ansager gob b neben dem Gewinn der ESL Frühlingsmeisterschaft 2015 und der ESL Sommermeisterschaft 2015. Mit dem vierten Platz bei der ESEA Season 18 LAN, dem Halbfinaleinzug bei den Gfinity Summer Masters I 2015 oder dem zweiten Platz auf den CEVO CS:GO Season 8 LAN Finals sammelte das Team unter Dayik auch internationale Achtungserfolge. Am 16. Dezember 2015 trennten sich mousesports von Dayik.
Daraufhin zog Dayik nach Amerika und wurde im Januar 2016 von der Organisation NRG eSports bis Dezember 2016 unter Vertrag genommen. Nachdem NRG eSports sich von Dayik und den Spielern Nikola „LEGIJA“ Ninić und Johannes „tabseN“ Wodarz trennten, eröffneten die drei zum Jahresbeginn 2017 mit Berlin International Gaming ihr eigenes Team und komplettierten es mit mousesports-Abgang Johannes „nex“ Maget und Attax-Abgang Kevin „keev“ Bartholomäus. Am 2. August 2019 beendete Fatih „gob b“ Dayik schließlich, im Alter von 32 Jahren, seine professionelle Spielerkarriere bei Berlin International Gaming.
Seit Dezember 2019 ist er Headcoach des Nachwuchs-Teams von Berlin International Gaming. Im Januar 2020 wechselte er in die Position des Head of CS:GO, die er bis Juli 2020 ausübte.
Am 27. April 2020 wurde Fatih „gob b“ Dayik beim Deutschen Computerspielpreis als „Spieler des Jahres“ ausgezeichnet.
Von Juli 2020 bis April 2022 spielte Dayik für Berlin International Gaming in der Disziplin Valorant. Im April 2022 übernahm er dort die Rolle als Headcoach in CS:GO. Im Juli 2022 wurde sein Vertrag um weitere fünf Jahre verlängert. Als Coach konnte er mit dem Team den Roobet Cup und 150.000 US-Dollar gewinnen. Im Mai 2024 verließ er das Team.

## Erfolge
Dies ist ein Ausschnitt der Erfolge von gob b. Da Counter-Strike in Wettkämpfen stets in Fünfer-Teams gespielt wird, beträgt das persönliche Preisgeld ein Fünftel des gewonnenen Gesamtpreisgeldes des Teams.
| Jahr                             | Platz              | Turnier                                                       | Team                        | Persönliches Preisgeld |
| Counter-Strike 1.6               | Counter-Strike 1.6 | Counter-Strike 1.6                                            | Counter-Strike 1.6          | Counter-Strike 1.6     |
| -------------------------------- | ------------------ | ------------------------------------------------------------- | --------------------------- | ---------------------- |
| 2007                             | 2.                 | ESL Pro Series Germany Season XI Finals                       | mousesports                 | 01.600 €               |
| 2008                             | 1.                 | Extreme Masters Season II Finals                              | mousesports                 | 010.000 $              |
| 2008                             | 3.                 | ESWC 2008 Masters of Paris                                    | mousesports                 | 01.000 $               |
| 2008                             | 2.                 | GameGune 2008                                                 | mousesports                 | 01.200 €               |
| 2008                             | 1.                 | ESL Pro Series Germany Season XII Finals                      | mousesports                 | 03.000 €               |
| 2008                             | 1.                 | Extreme Masters Season III – Global Challenge: Dubai          | mousesports                 | 05.000 $               |
| 2008                             | 2.                 | World e-Sports Masters 2008                                   | mousesports                 | 03.000 $               |
| 2008                             | 1.                 | ESL Pro Series Germany Season XIII Finals                     | mousesports                 | 03.000 €               |
| 2009                             | 1.                 | ESL Pro Series Germany Season XIV Finals                      | mousesports                 | 02.000 €               |
| 2009                             | 1.                 | GameGune 2009                                                 | mousesports                 | 02.400 €               |
| 2009                             | 1.                 | ESL Pro Series Germany Season XV Finals                       | mousesports                 | 02.000 €               |
| 2010                             | 1.                 | Intel Extreme Masters IV – European Championship Finals       | mousesports                 | 05.000 $               |
| 2010                             | 1.                 | ESL Pro Series Germany Season XVI Finals                      | mousesports                 | 02.000 €               |
| 2010                             | 1.                 | ESL Pro Series Germany Season XVII Finals                     | mousesports                 | 02.000 €               |
| 2011                             | 2.                 | ESL Pro Series Germany: Summer Season 2011 Finals             | ESC Gaming                  | 01.000 €               |
| 2011                             | 5. – 6.            | World e-Sports Games: e-Stars 2011                            | mousesports                 | 1.200.000 ₩            |
| 2011                             | 2.                 | Intel Extreme Masters Season VI – Global Challenge: Guangzhou | mousesports                 | 01.600 $               |
| 2011                             | 1.                 | ESL Pro Series Germany: Winter Season 2011 Finals             | mousesports                 | 01.200 €               |
| 2012                             | 1.                 | ESL Pro Series Germany: Spring Season 2012 Finals             | mousesports                 | 01.160 €               |
| Counter Strike: Global Offensive |                    |                                                               |                             |                        |
| 2013                             | 1.                 | ESL Pro Series Germany: Winter Season 2013 Finals             | mousesports                 | 0800 €                 |
| 2014                             | 2.                 | ESL Pro Series Germany: Spring Season 2014 Finals             | mousesports                 | 0400 €                 |
| 2015                             | 4.                 | ESEA Season 18 LAN                                            | mousesports                 | 02.000 $               |
| 2015                             | 1.                 | ESL Frühlingsmeisterschaft 2015                               | mousesports                 | 0800 €                 |
| 2015                             | 3. – 4.            | Gfinity 2015 Summer Masters I                                 | mousesports                 | 01.000 $               |
| 2015                             | 3. – 4.            | CEVO CS:GO Season 7 LAN Finals                                | mousesports                 | 02.000 $               |
| 2015                             | 2.                 | Acer Predator Masters Season 1 Finals                         | mousesports                 | 02.000 $               |
| 2015                             | 4.                 | Intel Extreme Masters X – gamescom                            | mousesports                 | 01.100 $               |
| 2015                             | 1.                 | ESL Sommermeisterschaft 2015                                  | mousesports                 | 0800 €                 |
| 2015                             | 2.                 | CEVO CS:GO Season 8 LAN Finals                                | mousesports                 | 05.000 $               |
| 2016                             | 3. – 4.            | Counter Pit League Season 2                                   | NRG eSports                 | 02.080 $               |
| 2016                             | 5.                 | ESL Pro League Season 3 NA Division                           | NRG eSports                 | 05.400 $               |
| 2017                             | 2.                 | DreamHack Leipzig 2017                                        | Berlin International Gaming | 04.000 $               |
| 2017                             | 1.                 | iGame.com Winter Invitational                                 | Berlin International Gaming | 01.500 $               |
| 2017                             | 3. – 4.            | Copenhagen Games 2017                                         | Berlin International Gaming | 01.000 €               |
| 2017                             | 1.                 | ESL Meisterschaft: Spring 2017                                | Berlin International Gaming | 01.600 €               |
| 2017                             | 2.                 | ESEA Season 24: Global Challenge                              | Berlin International Gaming | 02.000 $               |
| 2017                             | 1.                 | PGL Major: Kraków 2017 – European Minor                       | Berlin International Gaming | 06.000 $               |
| 2017                             | 5. – 8.            | PGL Major: Kraków 2017                                        | Berlin International Gaming | 07.000 $               |
| 2018                             | 1.                 | ESEA Season 27: Global Challenge                              | Berlin International Gaming | 03.600 $               |
| 2018                             | 2.                 | ESL One Cologne 2018                                          | Berlin International Gaming | 010.000 $              |
| 2018                             | 5. – 8.            | Faceit Major: London 2018                                     | Berlin International Gaming | 07.000 $               |
| 2018                             | 3.                 | SuperNova CS:GO Malta                                         | Berlin International Gaming | 03.000 $               |
| 2019                             | 3.                 | Eleague CS:GO Invitational 2019                               | Berlin International Gaming | 04.000 $               |